# Замок Лузиньян
Замок Лузиньян (Люзиньян; фр. Château de Lusignan) — один из крупнейших замков во Франции. Находился в Пуату. Был родовым замком Лузиньянов. У подножья замка возникла коммуна Лузиньян. Разрушен во время Религиозных войн во Франции.

## Легенда о сооружении
Существует легенда, согласно которой самый первый замок был построен водяным духом — феей Мелюзиной, супругой одного из владельцев имения Лузиньян — Раймондина. По легенде, именно её волшебное вмешательство и содействие в постройке сделало замок таким мощным и красивым. Над Мелюзиной якобы висело проклятие: каждую субботу она превращалась «в златочешуйчатого крылатого змея», и миниатюристы братья Лимбурги в Великолепном часослове герцога Беррийского изобразили её парящей в таком виде над крайней правой башней замка. Видно, что слева к этой башне примыкают так называемые Палаты королевы, а рядом — башня Мелюзины, за которой вдалеке возвышается башня Часов.

## История
Замок был построен родом Лузиньянов в историческом районе Пуату Западной Франции. Известен уже в XI веке. В 1106 или 1110 г. здесь родился Гуго VIII «Старый» де Лузиньян. Особенно род возвысился к концу XI века. К концу XII века, заключая многочисленные браки и приобретая наследства, младшая ветвь семьи Лузиньянов приобрела короны Иерусалима и Кипра, а старшая в начале XIII века владела землями в графствах ла Марш и Ангулемском.
Замок Лузиньян в Пуату был родовым замком фамилии.
В XV веке стал резиденцией Жана I Великолепного Беррийского. Позже принадлежал Жану Туренскому и французскому королю Карлу VII Победоносному. Во время религиозных войн во Франции большая часть замка была разрушена; башню Мелюзины перестроил в XVII веке выдающийся французский военный инженер Вобан.